# Bindhyawasini
Bindhyawasini (en népalais : बिन्ध्यवासिनी) est un comité de développement villageois du Népal situé dans le district d'Achham. Au recensement de 2011, il comptait 3 222 habitants.